# The Thrill of It All Tour
The Thrill of It All Tour è stato il secondo tour musicale del cantautore britannico Sam Smith, a supporto del suo secondo album in studio The Thrill of It All (2017).
Secondo le stime di Billboard, a fine 2018 il tour ha incassato $86.1 milioni a fronte di 1 083 732 biglietti venduti.

## Antefatti
Il 6 ottobre 2017 Sam Smith annunciò che la pubblicazione del suo secondo album The Thrill of It All sarebbe avvenuta il 3 novembre seguente e che l'album sarebbe stato accompagnato da una tournée mondiale.

## Artisti d'apertura
- Bruno Major
- Lewis Capaldi
- Cam
- Beth Ditto
- AndreaH
- Gordi

## Scaletta
1. Burning
2. One Last Song
3. I'm Not the Only One
4. Lay Me Down
5. I Sing Because I'm Happy
6. Omen
7. Nirvana
8. I've Told You Now
9. Writing's on the Wall
10. Latch
11. Money on My Mind
12. Like I Can
13. Restart
14. Baby, You Make Me Crazy
15. Say It First
16. Midnight Train
17. Him
18. Too Good at Goodbyes
19. Palace
20. Stay with Me
21. Pray

## Date del tour
| Data              | Città             | Stato               | Luogo                         |
| Europa            | Europa            | Europa              | Europa                        |
| ----------------- | ----------------- | ------------------- | ----------------------------- |
| 20 marzo 2018     | Sheffield         | England             | FlyDSA Arena                  |
| 21 marzo 2018     | Newcastle         | England             | Metro Radio Arena             |
| 23 marzo 2018     | Glasgow           | Scozia              | The SSE Hydro                 |
| 24 marzo 2018     | Glasgow           | Scozia              | The SSE Hydro                 |
| 27 marzo 2018     | Manchester        | England             | Manchester Arena              |
| 28 marzo 2018     | Manchester        | England             | Manchester Arena              |
| 30 marzo 2018     | Dublino           | Irlanda             | 3Arena                        |
| 31 marzo 2018     | Dublino           | Irlanda             | 3Arena                        |
| 3 aprile 2018     | Birmingham        | England             | Genting Arena                 |
| 4 aprile 2018     | Birmingham        | England             | Genting Arena                 |
| 6 aprile 2018     | Londra            | England             | The O2 Arena                  |
| 7 aprile 2018     | Londra            | England             | The O2 Arena                  |
| 9 aprile 2018     | Londra            | England             | The O2 Arena                  |
| 10 aprile 2018    | Londra            | England             | The O2 Arena                  |
| 19 aprile 2018    | Stoccolma         | Svezia              | Ericsson Globe                |
| 20 aprile 2018    | Copenaghen        | Danimarca           | Royal Arena                   |
| 23 aprile 2018    | Oslo              | Norvegia            | Telenor Arena                 |
| 25 aprile 2018    | Berlino           | Germania            | Mercedes-Benz Arena           |
| 27 aprile 2018    | Amburgo           | Germania            | Barclaycard Arena             |
| 28 aprile 2018    | Colonia           | Germania            | Lanxess Arena                 |
| 30 aprile 2018    | Parigi            | Francia             | AccorHotels Arena             |
| 2 maggio 2018     | Amsterdam         | Paesi Bassi         | Ziggo Dome                    |
| 4 maggio 2018     | Anversa           | Belgio              | Sportpaleis                   |
| 5 maggio 2018     | Amsterdam         | Paesi Bassi         | Ziggo Dome                    |
| 8 maggio 2018     | Vienna            | Austria             | Wiener Stadthalle             |
| 9 maggio 2018     | Zurigo            | Svizzera            | Hallenstadion                 |
| 11 maggio 2018    | Assago            | Italia              | Mediolanum Forum              |
| 12 maggio 2018    | Verona            | Italia              | Arena di Verona               |
| 15 maggio 2018    | Barcellona        | Spagna              | Palau Sant Jordi              |
| 16 maggio 2018    | Madrid            | Spagna              | WiZink Center                 |
| 18 maggio 2018    | Lisbona           | Portogallo          | Altice Arena                  |
| Nord America      |                   |                     |                               |
| 18 giugno 2018    | Toronto           | Canada              | Air Canada Centre             |
| 19 giugno 2018    | Montréal          | Canada              | Bell Centre                   |
| 22 giugno 2018    | Detroit           | Stati Uniti         | Little Caesars Arena          |
| 23 giugno 2018    | Columbus          | Stati Uniti         | Nationwide Arena              |
| 26 giugno 2018    | Boston            | Stati Uniti         | TD Garden                     |
| 27 giugno 2018    | Brooklyn          | Stati Uniti         | Barclays Center               |
| 29 giugno 2018    | New York          | Stati Uniti         | Madison Square Garden         |
| 30 giugno 2018    | New York          | Stati Uniti         | Madison Square Garden         |
| 3 luglio 2018     | Washington        | Stati Uniti         | Capital One Arena             |
| 4 luglio 2018     | Filadelfia        | Stati Uniti         | Wells Fargo Center            |
| 6 luglio 2018     | Charlotte         | Stati Uniti         | Spectrum Center               |
| 7 luglio 2018     | Nashville         | Stati Uniti         | Bridgestone Arena             |
| 10 luglio 2018    | Duluth            | Stati Uniti         | Infinite Energy Arena         |
| 11 luglio 2018    | Orlando           | Stati Uniti         | Amway Center                  |
| 13 luglio 2018    | Tampa             | Stati Uniti         | Amalie Arena                  |
| 14 luglio 2018    | Miami             | Stati Uniti         | American Airlines Arena       |
| 17 luglio 2018    | New Orleans       | Stati Uniti         | Smoothie King Center          |
| 18 luglio 2018    | Houston           | Stati Uniti         | Toyota Center                 |
| 20 luglio 2018    | Dallas            | Stati Uniti         | American Airlines Center      |
| 21 luglio 2018    | Austin            | Stati Uniti         | Frank Erwin Center            |
| 25 luglio 2018    | Monterrey         | Messico             | Arena Monterrey               |
| 27 luglio 2018    | Città del Messico | Messico             | Palacio de los Deportes       |
| 14 agosto 2018    | Saint Paul        | Stati Uniti         | Xcel Energy Center            |
| 15 agosto 2018    | Chicago           | Stati Uniti         | United Center                 |
| 17 agosto 2018    | Saint Louis       | Stati Uniti         | Chaifetz Arena                |
| 18 agosto 2018    | Kansas City       | Stati Uniti         | Sprint Center                 |
| 21 agosto 2018    | Denver            | Stati Uniti         | Pepsi Center                  |
| 22 agosto 2018    | Salt Lake City    | Stati Uniti         | Vivint Smart Home Arena       |
| 24 agosto 2018    | Sacramento        | Stati Uniti         | Golden 1 Center               |
| 25 agosto 2018    | Anaheim           | Stati Uniti         | Honda Center                  |
| 28 agosto 2018    | Los Angeles       | Stati Uniti         | Staples Center                |
| 29 agosto 2018    | Los Angeles       | Stati Uniti         | Staples Center                |
| 31 agosto 2018    | Glendale          | Stati Uniti         | Gila River Arena              |
| 1º settembre 2018 | San Diego         | Stati Uniti         | Valley View Casino Center     |
| 4 settembre 2018  | Oakland           | Stati Uniti         | Oracle Arena                  |
| 5 settembre 2018  | San Jose          | Stati Uniti         | SAP Center at San Jose        |
| 7 settembre 2018  | Portland          | Stati Uniti         | Moda Center                   |
| 8 settembre 2018  | Seattle           | Stati Uniti         | KeyArena                      |
| 10 settembre 2018 | Vancouver         | Canada              | Rogers Arena                  |
| 12 settembre 2018 | Edmonton          | Canada              | Rogers Place                  |
| 13 settembre 2018 | Calgary           | Canada              | Scotiabank Saddledome         |
| Asia              |                   |                     |                               |
| 2 ottobre 2018    | Singapore         | Singapore           | Singapore Indoor Stadium      |
| 3 ottobre 2018    | Singapore         | Singapore           | Singapore Indoor Stadium      |
| 5 ottobre 2018    | Manila            | Filippine           | Mall of Asia Arena            |
| 9 ottobre 2018    | Seul              | Corea del Sud       | Gocheok Sky Dome              |
| 12 ottobre 2018   | Saitama           | Giappone            | Saitama Super Arena           |
| 15 ottobre 2018   | Osaka             | Giappone            | Osaka-jō Hall                 |
| 19 ottobre 2018   | Macao             | Macao               | Cotai Arena                   |
| 20 ottobre 2018   | Macao             | Macao               | Cotai Arena                   |
| 23 ottobre 2018   | Shanghai          | Cina                | Mercedes-Benz Arena           |
| 25 ottobre 2018   | Pechino           | Cina                | Cadillac Arena                |
| 28 ottobre 2018   | Bangkok           | Thailandia          | IMPACT Arena                  |
| Oceania           |                   |                     |                               |
| 2 novembre 2018   | Auckland          | Nuova Zelanda       | Spark Arena                   |
| 3 novembre 2018   | Auckland          | Nuova Zelanda       | Spark Arena                   |
| 6 novembre 2018   | Melbourne         | Australia           | Rod Laver Arena               |
| 7 novembre 2018   | Melbourne         | Australia           | Rod Laver Arena               |
| 10 novembre 2018  | Brisbane          | Australia           | Brisbane Entertainment Centre |
| 11 novembre 2018  | Brisbane          | Australia           | Brisbane Entertainment Centre |
| 14 novembre 2018  | Sydney            | Australia           | Qudos Bank Arena              |
| 16 settembre 2018 | Sydney            | Australia           | Qudos Bank Arena              |
| 17 novembre 2018  | Sydney            | Australia           | Qudos Bank Arena              |
| 20 novembre 2018  | Perth             | Australia           | Perth Arena                   |
| Asia              |                   |                     |                               |
| 24 novembre 2018  | Abu Dhabi         | Emirati Arabi Uniti | Circuito di Yas Marina        |
| Africa            |                   |                     |                               |
| 13 aprile 2019    | Johannesburg      | Sudafrica           | Ticketpro Dome                |
| 14 aprile 2019    | Johannesburg      | Sudafrica           | Ticketpro Dome                |
| 16 aprile 2019    | Città del Capo    | Sudafrica           | Grand Arena                   |
| 17 aprile 2019    | Città del Capo    | Sudafrica           | Grand Arena                   |
| 18 aprile 2019    | Città del Capo    | Sudafrica           | Grand Arena                   |